# Ken Yuasa
Ken Yuasa (en japonais : 汤浅谦) (23 octobre 1915 – 2 novembre 2010) est un chirurgien japonais. Il exerça dans l'armée japonaise pendant la Seconde Guerre mondiale. Avec au moins mille autres médecins et infirmières il a pratiqué au cours de son service en Chine occupée des vivisections sur des prisonniers et des civils chinois et il a fourni à l'armée japonaise des bacilles de la typhoïde et de la dysenterie pour qu'ils soient utilisés dans la guerre biologique,. Ce n'est que des années après la guerre qu'il a commencé à comprendre la mesure des atrocités que lui et d'autres avaient commises et il a commencé à écrire ses expériences et à en parler dans tout le Japon.

## Premières années
Yuasa est né dans la préfecture de Saitama et a grandi à Tokyo, fréquentant un lycée voisin du célèbre sanctuaire Yasukuni-jinja à Chiyoda. Il décida de suivre l'exemple de son père et après avoir terminé ses études à l'École de médecine de l'Université Jikei en mars 1941, il devint médecin. À l'origine il avait espéré devenir médecin de campagne pour visiter des villages reculés qui n'avaient pas de médecin et aider à se soigner les malades défavorisés. Cependant, avec la grande majorité des jeunes Japonais aptes au service militaire, il fut bientôt incorporé dans l'armée impériale.

## Expériences pendant la guerre
Au cours des six semaines qui suivirent le début de son service en Chine, Yuasa pratiqua des vivisections de prisonniers,. L'armée japonaise croyait qu'il était important d'effectuer des opérations sur des prisonniers vivants parce qu'elle y voyait un moyen d'apprendre comment mieux soigner les victimes japonaises. La première vivisection de Yuasa eut lieu en mars 1942 à l'hôpital militaire de Changzhi (anciennement Luan) dans la province du Shanxi. On avait menotté à des tables d'opération deux prisonniers chinois, un jeune homme et un homme plus âgé tandis que vingt autres médecins et infirmières observaient. D'abord on réalisa une appendicectomie sur un des patients conscients, après quoi le médecin sutura la plaie, puis ce fut une trachéotomie. Vivement intéressé Yuasa continua en effectuant une amputation du bras droit d'un des prisonniers. Les deux prisonniers furent ensuite jetés dans une fosse près de l'hôpital. Yuasa reconnaît avoir eu peur au cours de cette vivisection, mais pour sa troisième expérience, il avoue y avoir participé volontairement. Il se souvient d'une occasion supplémentaire où il avait opéré un prisonnier chinois sur lequel on avait délibérément tiré des coups de feu afin qu'il pût être utilisé pour une pratique en «situation réelle». Il avait reçu l'ordre de ne pas utiliser d'anesthésie. Yuasa a dit qu'au total il avait participé à 14 de ces vivisections.
Après les hostilités, Yuasa fut fait prisonnier de guerre en Chine. Ceux qui l'avaient capturé le contraignirent à coucher sur le papier toutes les atrocités qu'il avait commises en tant que médecin en Chine. Ce n'est pas avant de s'être mis à écrire en détail ses actions passées qu'il commença à se rendre compte du degré d'horreur de ce qu'il avait commis. En 1956, il fut libéré et autorisé à rentrer au Japon.

## Activité d'après-guerre
Espérant agir pour rappeler au Japon que de telles atrocités ne devaient jamais se répéter, Yuasa fit partie des quelques rares médecins qui par la suite osèrent confesser leurs crimes au public japonais et au monde en général. À partir de son retour au Japon, dans les années 1950, il raconta publiquement en détail les atrocités commises par l'armée. Il reçut des menaces de mort de la part de diverses personnes tandis que d'anciens collègues de l'hôpital militaire de Luan lui conseillaient « d'y aller mollo » dans ses révélations. Jusqu'à sa mort, Yuasa continua à parcourir le Japon pour raconter dans des conférences son expérience de la guerre.